# دی‌ان‌ای هسته‌ای
دی‌ان‌ای هسته‌ای (به انگلیسی: Nuclear DNA) به دی‌ان‌ای موجود در هستهٔ سلول‌های یوکاریوت تحت شکل کروموزوم گفته می‌شود که مقداری از آن از سوی پدر به ارث برده می‌شود و مقداری دیگر از سوی مادر. این دی‌ان‌ای تعیین‌کنندهٔ جنسیت افراد است چرا که شامل کروموزوم‌های جنسیتی است. دی‌ان‌ای میتوکندریایی اما مشخصاً از سوی مادر منتقل می‌شود.

## در انسان
دو گونه از دی‌ان‌ای را می‌توان در انسان یافت؛ دی‌ان‌ای هسته‌ای و دی‌ان‌ای میتوکندریایی. سومین گونهٔ شناخته شده از دی‌ان‌ای، دی‌ان‌ای کلروپلاستیک است که در میان یاختههای فتوسنتزکننده پیدا شده است.
در میان یاخته‌های دودسته، دی‌ان‌ای هسته‌ای تنها در ۲ رونوشت از سلول حضور دارد، در حالی که دی‌ان‌ای میتوکندریایی می‌تواند در ده‌ها یا هزاران رونوشت از سلول‌های گوناگونی چون سلول‌های قلب یا ماهیچه حضور داشته باشد.
اندازه این دی‌ان‌ای بسیار مهم‌تر از دیگر انواع دی‌ان‌ای است. برای نمونه، دی‌ان‌ای هسته‌ای انسان دارای ۳ تا ۴ میلیارد زوج اصلی است، در حالی که دی‌ان‌ای میتوکندریایی انسان نزدیک ۱۶٬۰۰۰ عدد است.